# Lillholmen, Sibbo
Lillholmen är en ö i Finland. Den ligger i Finska viken och i kommunen Sibbo i den ekonomiska regionen  Helsingfors i landskapet Nyland, i den södra delen av landet. Ön ligger omkring 17 kilometer öster om Helsingfors.
Öns area är 1,8 hektar och dess största längd är 200 meter i öst-västlig riktning.